# 알루 고비
알루 고비(힌디어: आलू गोभी)는 가람 마살라와 감자 및 콜리플라워로 만드는 남아시아식 커리이다. 인도 북부에서 즐겨 먹는다.

## 이름
힌디어 "알루 고비(आलू गोभी)"는 "감자 콜리플라워"라는 뜻이다. "알루(आलू)"는 "감자"를, "고비(गोभी)"는 "콜리플라워"를 뜻한다.

## 사진 갤러리

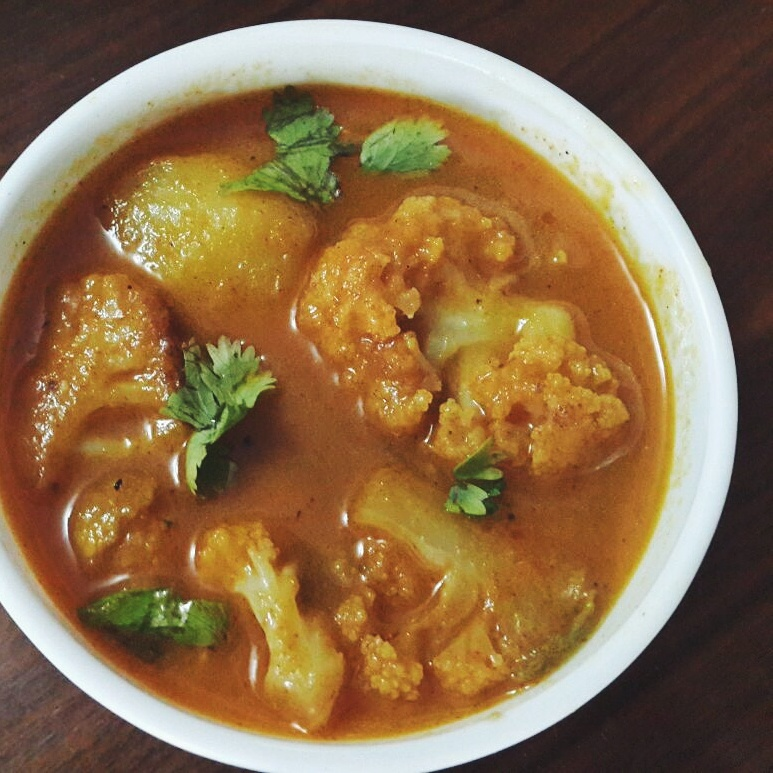
알루 고비 사브지

## 같이 보기
- 알루 고슈트